# Nathan West
Nathan Luke West, conosciuto solo come Nathan West (Anchorage, 29 settembre 1978), è un attore, musicista e cantante statunitense.

## Biografia
Nathan West ha giocato con il Detroit Whalers dell'Ontario Hockey League.
La sua attività filmografica inizia negli anni '90, in alcuni set ha lavorato insieme alla moglie Chyler Leigh.
Con sua moglie Nathan West (East of Eli) fa anche musica sotto il nome di "WestLeigh"; si esibiscono sia in canzoni originali, come per esempio Love Lit The Sky o Nowhere, che in cover. I due fanno anche tour insieme.

### Vita privata
Il 20 luglio 2002 Nathan West ha sposato la collega Chyler Leigh, con cui aveva lavorato nella serie tv Settimo cielo. Hanno 3 figli: Noah Wilde (dicembre 2003), Taelyn Leigh (settembre 2006) e Anniston Kae (7 maggio 2009). Chyler Leigh ha detto che lei e Nathan hanno un patto in cui la persona che indovina il sesso del bambino sceglie il nome. Quando era incinta di Noah, Chyler indovinò che era un maschio, così lei scelse il primo nome e Nathan il secondo. Per la seconda gravidanza Nathan indovinò che era femmina, quindi scelse lui il primo nome. Anche la terza gravidanza (un'altra femmina) fu indovinata da Nathan.

## Filmografia

### Cinema
- Non è un'altra stupida commedia americana, regia di Joel Gallen (2001)
- Ragazze nel pallone, regia di Peyton Reed (2000)
- Home Room, regia di Paul F. Ryan (2002)
- Miracle, regia di Gavin O'Connor (2004)
- Il coraggio di vincere (Forever Strong), regia di Ryan Little (2008)
- Alleged, regia di Tom Hines (2010)

### Televisione
- The Adventures of A.R.K. - serie TV (1998)
- The Practice - Professione avvocati - serie TV, episodi 3x02-3x07 (1998)
- Chicago Hope - serie TV, episodio 6x08 (1999)
- E.R. - Medici in prima linea - serie TV, episodio 5x21 (1999)
- Safe Harbor - serie TV, episodio 1x10 (1999)
- Saving Graces - serie TV (1999)
- Un genio in famiglia - serie TV, episodio 3x22 (1999)
- Settimo cielo - serie TV, 4 episodi (2000)
- Get Real - serie TV, episodio 1x12 (2000)
- Boomtown - serie TV, episodio 1x09 (2002)
- Demon Town - serie TV, episodio 1x07 (2002)
- That '80s Show - serie TV, episodio 1x06 (2002)
- Septuplets - serie TV (2002)
- Bones - serie TV, episodio 4x12 (2009)
- Grey's Anatomy - serie TV, episodio 6x10 (2009)